# Abadia de la Fille-Dieu

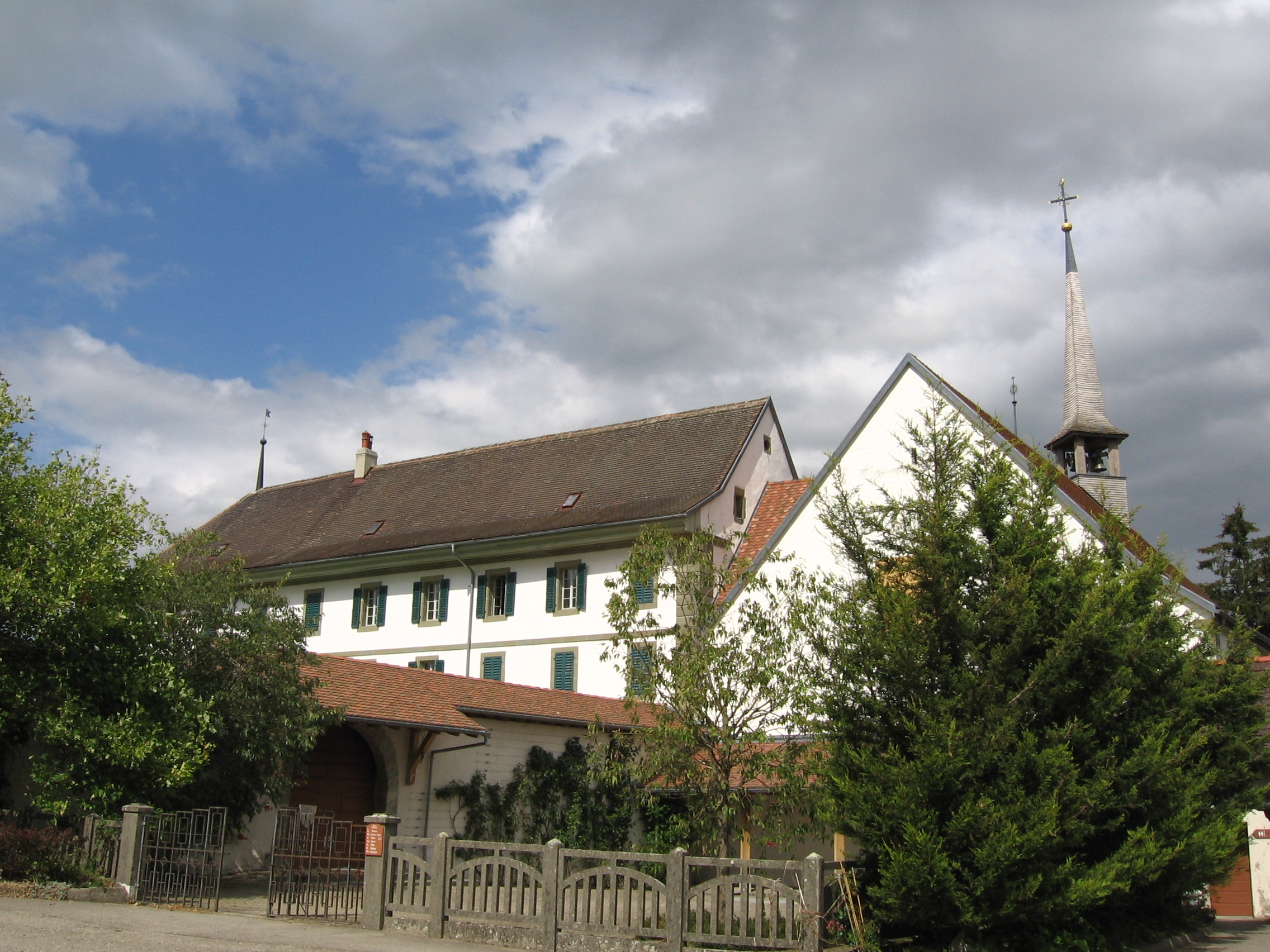
Abadia Cisterciense de la Fille-Dieu

A Abadia de la Fille-Dieu é um mosteiro cisterciense localizado perto da cidade de Romont, no cantão suíço de Friburgo. Fundada como um priorado beneditino em 1268, e continuamente ocupada por uma comunidade de freiras desde seu estabelecimento, a abadia alpina é um patrimônio suíço de importância nacional. Fortemente alterado ao longo de sua história, Fille-Dieu foi reestruturado por turbulências econômicas, incêndios, acréscimos e alterações antipáticas. Em 1906 a abadia tornou-se afiliada aos Trapistas e, entre 1990 e 1996, uma restauração de destaque internacional foi realizada, modernizando os edifícios monásticos, restaurando a igreja da abadia ao seu volume original e preservando seus murais medievais redescobertos, com o único elemento contemporâneo uma suíte de vitrais encomendados ao artista britânico Brian Clarke. A restauração da abadia continua até hoje.

## História antiga
Em 1268, o bispo de Lausanne, Jean de Cossonay, visitou uma pequena comunidade de mulheres que, em 1265, havia fundado uma casa de oração perto de Romont. Ele autorizou Juliette, Pernette e Cécile de Villa a erguer um mosteiro no local e deu-lhe o nome de 'Fille-Dieu'.

## História moderna
Em 1906, a abadia juntou-se à Ordem Cisterciense de Estrita Observância, coloquialmente conhecida como Trapistas.

### Restauração

#### Vitral
Em 2009, a janela do óculo da igreja da abadia foi destruída por uma tempestade de granizo. O artista estava insatisfeito com a resolução de 1996 da janela, e este "sinal de Deus" representou uma oportunidade para projetar e fabricar uma substituição, para a qual foi contratado. A nova janela foi inaugurada e abençoada em 2010, e o projeto da janela foi apresentado ao Museu Nacional Suíço de Vitrais em Romont.